# 居涅
居涅（法語：Gugney，法語發音：[ɡyɲɛ]）是法国默尔特-摩泽尔省的一个市镇，位于该省南部，属于南锡区。

## 地理
居涅（48°23'54"N, 6°3'44"E）面积2.93 平方千米，位于法国大東部大區默尔特-摩泽尔省，该省份为法国东北部内陆省份，是洛林的一部分，北邻比利时、卢森堡，北起顺时针与摩泽尔省、下莱茵省、孚日省和默兹省接壤。
与居涅接壤的市镇（或旧市镇、城区）包括：福尔塞勒苏居涅、桑图瓦地区弗赖讷、皮尔内、萨克松雄、泰苏沃代蒙。

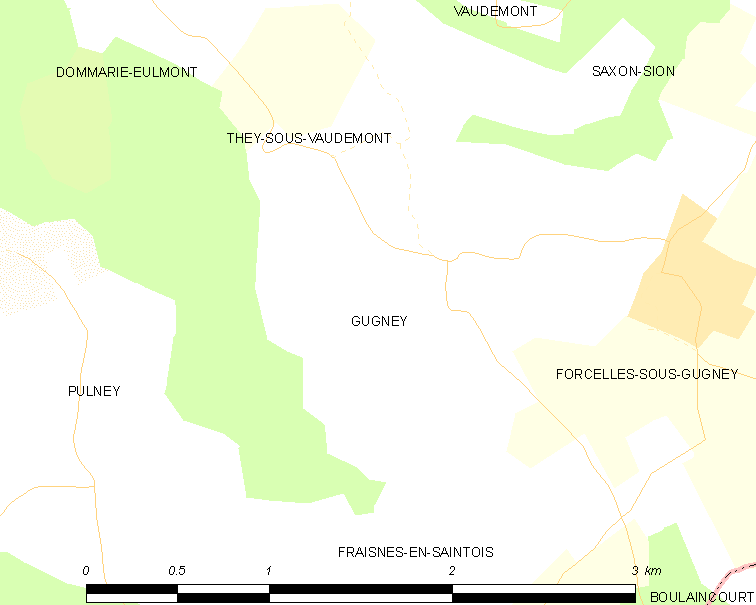
居涅的OSM定位图

居涅的时区为UTC+01:00、UTC+02:00（夏令时）。

## 行政
居涅的邮政编码为54930，INSEE市镇编码为54241。

## 政治
居涅所属的省级选区为梅讷欧桑图瓦县。

## 人口

1962-2008年间居涅人口变化图示

居涅于2022年1月1日时的人口数量为70人。